# Григорьевское (село, Заволжское сельское поселение)
Григорьевское — село в Ярославском районе Ярославской области России. 
В рамках организации местного самоуправления входит в Заволжское сельское поселение; в рамках административно-территориального устройства включается в Точищенский сельский округ. Ранее входило в состав Точищенского сельсовета.

## География
Расположено недалеко от автодороги Ярославль — Любим.

## История
Согласно Спискам населенных мест Ярославской губернии по сведениям 1859 года владельческое сельцо Григорьевское, расположенное по левую сторону от просёлочного торгового тракта из Ярославля в село Вятское, относилось к 1 стану Даниловского уезда Ярославской губернии. В нём числился 1 двор, проживало 7 мужчин и 6 женщин.

## Население
| 2007 | 2010 |
| ---- | ---- |
| 282  | ↗285 |

По состоянию на 1989 год в деревне проживало 228 человек.

## Инфраструктура
В селе расположен психоневрологический интернат.